# Crotonsäurechlorid
Crotonsäurechlorid ist ein ungesättigtes Carbonsäurechlorid mit einer trans-substituierten Kohlenstoff-Kohlenstoff-Doppelbindung. Die isomere cis-Verbindung hat nur eine geringe Bedeutung. Die Verbindung ist eine farblose Flüssigkeit mit stechendem Geruch.